# Groay

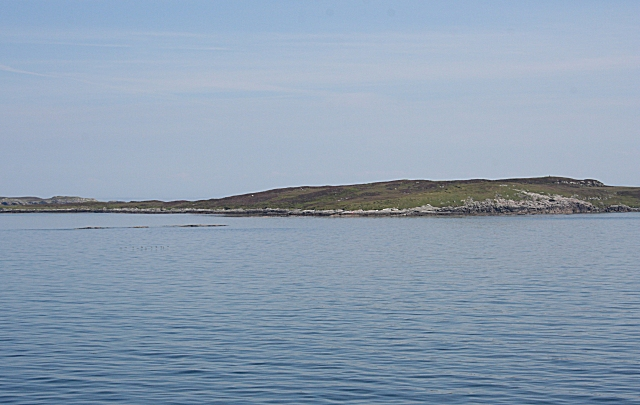
Groay

Groay (Schots-Gaelisch: Grodhaigh) is een onbewoond eilandje in de Buiten-Hebriden.
Groay ligt zo'n vier en een halve kilometer ten zuidwesten van Harris, in de Caolas na Hearadh, de zeestraat tussen Harris en North Uist. Het maakt deel uit van een groepje rotseilandjes ten oosten van de veerbootverbindingen tussen deze twee eilanden. De buureilandjes zijn ten westzuidwesten het 11 meter hoge Gousman, ten noordwesten het 5 meter hoge Eire met aangrenzend rotsje, ten noordnoordoosten Theisgeir, vier meter hoog, ten noordoosten Gilsay met talloze naamloze rotsjes, ten oosten Lingay, ten zuidoosten Sgarabhaigh en ten zuiden een aantal minuscule rotsjes zonder naam. Groay zelf bezit aan zijn noordkust een schiereilandje, Bhatam.
Het eiland is enigszins driehoekig van vorm; van noordwest naar zuidoost meet het 1,25 kilometer en van noordoost naar zuidwest ongeveer 500 meter. De kustlijn bestaat uit kliffen en het hoogste punt, ongeveer centraal op het eiland, meet 26 meter; ginds staat een triangulatiepunt.